# P. Lion
P. Lion, pseudonimo di Pietro Paolo Pelandi (Alzano Lombardo, 29 giugno 1959), è un musicista, cantante e produttore discografico italiano.

## Biografia
La "P" del suo nome d'arte proviene dalle sue iniziali, mentre il leone dal simbolo del casato nobiliare del padre.
Nel 1983, dopo aver conosciuto il produttore Davide Zambelli titolare dell'etichetta American Disco, nacque il suo primo singolo Happy Children. Il testo, redatto in una notte, parla "di bimbi, di soldi, di quel mondo che vogliamo vedere un po' più pulito". Il brano, molto ritmato, divenne una delle pietre miliari dell'Italo disco di quel decennio.
A seguire, nel 1984, uscì il secondo singolo, Dream, apripista del primo album, Springtime, uscito nello stesso anno. L'album contiene, oltre ai due singoli precedenti, anche un terzo singolo inedito, Reggae Radio. Con l'etichetta Durium nel 1985 uscirono i singoli Believe, Under the moon e You'll never break my heart.
Nel 1988 P. Lion realizzò De nuevo tu, remix in chiave italo disco del famoso brano di Mogol e Battisti Ancora tu.
Nel 2005 fondò, insieme a Davide Sapienza e Tullio Lanfranchi, l'etichetta discografica Faier Entertainment, dove curò produzione artistica, studio di registrazione e il reparto di edizioni musicali.
Nel 2007 costruì a Bergamo i P. Lion Studios, integrando apparecchiature analogiche e digitali quali la console SSL Solid State Logic 4000 G+ e le interfacce A/D/A Apogee. L'ex studio DbOne di Bruno Santori mise a disposizione i  monitor Genelec 1035A, i registratori a 24 piste analogico Saturn e 32 piste digitale Mitsubishi. Il progetto non venne portato a termine e lo studio venne smantellato nel 2012.
P. Lion dal 2012 collabora con il Maestro Valerio Baggio ed ultimamente con il 1901Studio di Alzano Lombardo, occupandosi di editoria, missaggio, Dolby ATMOS e mastering, continuando al contempo l'attività compositiva.

## Discografia

### Album
- 1984 - Springtime
- 1995 - A Step In The Right Way
- 2014 - A Salty Dog

### Singoli
- 1983 - Happy Children
- 1984 - Dream
- 1984 - Reggae Radio
- 1985 - Believe Me
- 1986 - Under The Moon
- 1987 - You'll Never Break My Heart
- 1991 - Burn In His Hand
- 2015 - MONeY
- 2015 - Remember
- 2018 - Happy children (35 Years After)

### Collaborazioni
- 1983 - Wish Key Easy way
- 1987 - Betty Villani De nuevo tu
- 1987 - Tony Sheridan Colours